# The Black Angel’s Death Song
«The Black Angel’s Death Song» — песня группы the Velvet Underground с их дебютного альбома The Velvet Underground & Nico 1967 года.
Она была написана Лу Ридом и Джоном Кейлом. В сносках к словам Лу Рид писал: "Идея песни заключалась в том, чтобы связать слова воедино для чистого удовольствия от их звучания, без особого конкретного смысла.
Обращаясь к Кейлу, Стерлинг Моррисон отказался играть на бас-гитаре на этой песни, поскольку ему не понравилась играть бас-партию на песне «Venus in Furs», поэтому Кейлу пришлось перезаписать бас-партию самому, в то время как Моррисон играл на привычной ему гитаре.
В конце 1965 года Аль Аронович пригласил группу играть в кафе Bizzare в Гринвич-Вилладж в течение двух недель в декабре 1965 года; в то время как они играли «сумасшедшую» версию песни «Black Angel’s Death Song»; менеджер попросил группу не играть эту песню больше, но после этих слов группа решила отомстить и сыграть эту песню ещё раз, после они были уволены.

## Запись
Песня была записана в апреле 1966 года на студии Scepter Studios в Манхэттене. На песне преобладает пронзительный звук электроальта в исполнении Джона Кейла, который создаёт диссонанс в мелодии на протяжении всей песни. Так же на протяжении всей песни играют громкие аудио-фидбэки, полученные в основном из-за свиста Кейла в микрофон. Гитары Рида и Моррисона были опущены на тон как и на многих других песнях с альбома The Velvet Underground & Nico.

## Участники записи
- Лу Рид — вокал, ритм-гитара
- Джон Кейл — электроальт, бас, свист
- Стерлинг Моррисон — соло-гитара
- Морин Такер — перкуссия

## Влияние
- Beck записал кавер-версию песни для своего веб-сайта Record Club[7].
- В честь этой песни была также названа популярная неопсиходелическая группа The Black Angels[8].